# 75番街駅
75番街駅（75番街-ピューリタン・アベニュー駅とも）は、クイーンズ区フォレスト・ヒルズの75番街-クイーンズ・ブールバード交差点に位置する、ニューヨーク市地下鉄INDクイーンズ・ブールバード線の駅である。E系統が平日21時以降と週末の全日、F系統が終日停車する。

## 歴史
クイーンズ・ブールバード線は市営のインディペンデント・サブウェイ・システム（IND）で最初に建設された路線の一つで、マンハッタンのIND8番街線 とクイーンズ区ジャマイカのジャマイカ-179丁目駅を結んでいる。クイーンズ・ブールバード線は公共事業局から2,500万ドルの融資と債務保証を受けて建設された。1920年代末に地下鉄の延伸計画が明るみに出ると不動産価格はたちまち上がり、沿線開発のため古い建物は次々に取り壊されていった。
当時のクイーンズ区長ジョージ・ハーヴェイは、地下鉄の開業によりクイーンズ・ブールバードは「クイーンズ区のパーク・アベニュー」になると予言した。地下鉄建設に合わせて宅地開発が進んだことから、全線開業後はミッドタウンから多くの移住者を引き寄せた。地下鉄列車の便も多く、フォレスト・ヒルズは住みよい街になっていった。
1936年12月31日にINDクイーンズ・ブールバード線は8駅5.6km（3.5マイル）に渡って延伸されて終端駅がジャクソン・ハイツ-ルーズベルト・アベニュー駅からユニオン・ターンパイク駅に移り、75番街駅はその途中駅として開業した。
1953年に駅は40万ドルかけてホームの延伸工事を行った:185:37–38。

## 駅構造
| G           | 地上階                       | 出入口 |
| B1          | 改札階                       | 改札口、駅員詰所、メトロカード自動券売機 |
| B2 ホーム階 | 相対式ホーム、右側ドアが開く | 相対式ホーム、右側ドアが開く |
| B2 ホーム階 | 南行緩行線                   | ← 21時以降と週末：ワールド・トレード・センター駅行き（フォレスト・ヒルズ-71番街駅） ← コニー・アイランド-スティルウェル・アベニュー駅行き（フォレスト・ヒルズ-71番街駅）                    |
| B2 ホーム階 | 南行急行線                   | ← 平日：通過 |
| B2 ホーム階 | 北行急行線                   | → 平日：通過 → |
| B2 ホーム階 | 北行緩行線                   | → 21時以降と週末：ジャマイカ・センター-パーソンズ/アーチャー駅行き（キュー・ガーデン-ユニオン・ターンパイク駅） → → ジャマイカ-179丁目駅行き（キュー・ガーデン-ユニオン・ターンパイク駅） → |
| B2 ホーム階 | 相対式ホーム、右側ドアが開く | |
| B3 下層階   | 車庫線                       | ← 定期列車なし |
| B3 下層階   | 引上げ線                     | ← 折返線 |
| B3 下層階   | 引上げ線                     | → 折返線 |
| B3 下層階   | 車庫線                       | → 定期列車なし → |

駅は相対式ホーム2面4線の駅で、急行線は平日のみE系統が使用する。改札はホーム上に位置するが、改札の位置の都合でホームごとに分離され改札内で両ホームは接続していない。駅のタイルは緑に白字で"75TH AVE"と書かれている。上には緑のラインが設置されている。1990年代にピューリタン・アベニューの名前が外された。

### 出口
改札階はホーム全長に渡って設置されている。改札階は全区画が営業中である。地上へは75番ロード-クイーンズ・ブールバード交差点南東、75番街-クイーンズ・ブールバード交差点南西と北西に1か所ずつ設置されている。

### 配線
駅の西に緩急間で両渡り線がある。F系統及び週末のE系統がこれを使用し急行線へ転線する。なお、深夜のE系統は全区間各駅停車なので使用せず直進し、フォレスト・ヒルズ-71番街駅緩行線へ向かう。このため、当駅から西側のジャマイカ車両基地からの合流点までの緩行線は深夜帯のみ使用される。
ジャマイカ車両基地への線路が駅の下に4線あり、中2線は折り返し列車で使用され、東で外2線に合流する渡り線のすぐ奥で終わっている:50。

## 乗降客数
75番街駅はE系統及びF系統が停車する。1970年代には30万人が利用した。2016年には、110万2600人が利用した。